# 関吉雅人
関吉 雅人（せきよし まさと、1974年4月24日 - ）は、北海道雨竜郡妹背牛町出身の元プロ野球選手（外野手）。

## 来歴・人物
高校・現役時代と、俊足強打の外野手として鳴らした。
1992年、砂川北高3年生の時に3番レフトで夏の甲子園に出場（北北海道代表）。
1回戦で福井県代表の北陸高校と対戦し4－5で逆転負けを喫したものの、関吉はこの試合で左中間スタンドへ2点本塁打を放ち、プロ注目の長打力を披露した。ゴジラこと松井秀喜と同学年のため、高校時代は「北のゴジラ」と呼ばれていた。
同年のドラフト4位でオリックス・ブルーウェーブに入団。
一軍出場のないまま1997年に戦力外通告を受け現役を引退。

## 詳細情報

### 年度別打撃成績
- 一軍公式戦出場なし

### 背番号
- 65 （1993年 - 1997年）